# Вандяк Валерій Іванович
Валерій Іванович Вандяк (9 січня 1961) — радянський український легкоатлет, спеціаліст зі стипльчезу та бігу на середні дистанції. Виступав на всесоюзному рівні в 1983—1991 роках, володар бронзової медалі Ігор доброї волі, переможець Всесвітньої Універсіади, чемпіон СРСР, багаторазовий призер першостей всесоюзного та республіканського значення, учасник чемпіонату світу в Римі. Представляв Тернопіль та Київ.

## Біографія
Валерій Вандяк народився 9 січня 1961 року. Займався легкою атлетикою у Тернополі та Києві, виступав за Українську РСР, спортивні товариства «Авангард», «Буревісник», Профспілки.
Вперше заявив про себе на всесоюзному рівні у сезоні 1983 року, коли на змаганнях у Харкові виграв срібну медаль у бігу на 3000 метрів із перешкодами.
1984 року у стипльчезі здобув перемогу на змаганнях у Києві.
У 1985 році у тій же дисципліні фінішував дев'ятим на чемпіонаті СРСР у Ленінграді.
На чемпіонаті СРСР 1986 року в Києві отримав срібло, поступившись лише Івану Коновалову.
1987 року став срібним призером на всесоюзних змаганнях у Сочі, переміг на Меморіалі братів Знаменських у Москві. Бувши студентом, представляв Радянський Союз на Всесвітній Універсіаді в Загребі — з результатом 8:33.23 перевершив усіх суперників у бігу на 3000 метрів із перешкодами та завоював золоту нагороду. Завдяки низці вдалих виступів також отримав право захищати честь країни на чемпіонаті світу в Римі — на попередньому кваліфікаційному етапі стипльчезу показав час 8:30.43, чого виявилося замало для виходу у фінальну стадію.
1988 року був п'ятим на Меморіалі Знаменських у Ленінграді, четвертим на міжнародному турнірі в Портсмуті, завоював золото на змаганнях у Києві та срібло на змаганнях у Вільнюсі.
У 1989 році взяв бронзу на Меморіалі Знаменських у Волгограді, здобув перемогу на чемпіонаті СРСР у Горькому, посів шосте місце на Кубку Європи у Гейтсхеді та сьоме місце на Всесвітній Універсіаді у Дуйсбурзі.
У 1990 році став срібним призером на зимовому чемпіонаті СРСР у Челябінську, з особистим рекордом 8:28.18 виграв Меморіал братів Знаменських у Москві, фінішував сьомим на тест — тест літньому чемпіонаті СРСР у Києві, завоював бронзову нагороду на Іграх доброї волі в Сіетлі. біг стиплчез на чемпіонаті Європи в Спліті.
У червні 1991 року стартував у бігу на 3000 метрів із перешкодами на Меморіалі братів Знаменських у Москві.
Після розпаду Радянського Союзу Вандяк більше не показував значних результатів у легкій атлетиці.